# Adam Friedman
Adam Friedman est un producteur, réalisateur et scénariste de télévision.

## Filmographie

### comme producteur
- 1993 : Air Combat (série télévisée)
- 1994 : Masters of War (série télévisée)
- 1996 : America's Flying Aces: The Blue Angels 50th Anniversary
- 1999 : When Good Pets Go Bad (TV)
- 2003 : Travel Detective (TV)
- 2003 : Probable Cause: The Human Factor (TV)
- 2003 : Probable Cause: Mechanics of Failure (TV)
- 2004 : The Crash of Flight 191 (TV)
- 2004 : John Travolta: The Inside Story (TV)
- 2005 : Countdown: Worlds Worst Outdoor Disasters (série télévisée)
- 2005 : Champ Car Garage (TV)
- 2005 : Countdown: 25 Best Outdoor Movies (TV)
- 2005 : Secrets of the Black Box: Flight 007 (TV)
- 2005 : Secrets of the Black Box: Aloha Flight 243 (TV)
- 2006 : Beer Nutz: Denver (série télévisée)
- 2006 : Beer Nutz: Boston (série télévisée)
- 2006 : Beer Nutz: San Francisco (série télévisée)

### comme réalisateur
- 1989 : Medium Straight
- 1993 : To Sleep with a Vampire
- 1993 : Air Combat (série télévisée)
- 1994 : Masters of War (série télévisée)
- 1996 : America's Flying Aces: The Blue Angels 50th Anniversary
- 1998 : Playing Patti
- 1999 : When Good Pets Go Bad (TV)
- 2004 : John Travolta: The Inside Story (TV)
- 2005 : Secrets of the Black Box: Flight 007 (TV)

### comme scénariste
- 1985 : Rappin'
- 1996 : America's Flying Aces: The Blue Angels 50th Anniversary
- 1998 : Playing Patti